# Morna

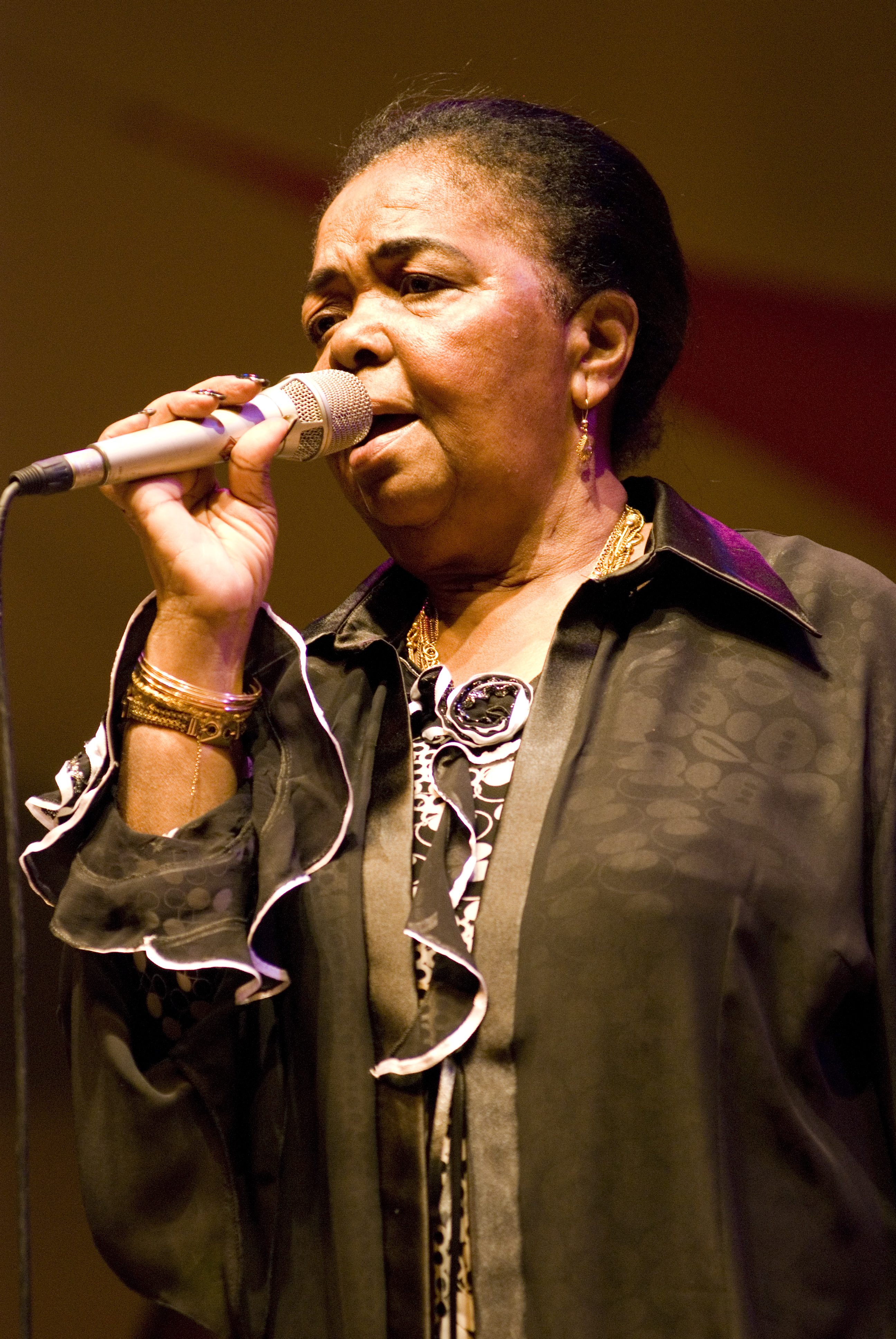
Cesária Évora in 2008.

Morna is een Kaapverdische muziekstijl. De stijl, die gekenmerkt wordt door melancholie en sodade, werd internationaal bekend door het succes van Cesária Évora. Morna wordt gezien als de nationale muziek van Kaapverdië. In 2019 werd Morna door de UNESCO erkend als immaterieel cultureel erfgoed.

## Geschiedenis
Kaapverdianen kwamen via de havens van Kaapverdië in contact met muziekstijlen uit Portugal, Zuid- en Noord-Amerika, de Cariben en West-Afrika. Morna is vermoedelijk in de 19e eeuw ontstaan uit de Portugese fado, de Braziliaanse modinha en mogelijk ook de lundum of landú. Volgens sommige auteurs is morna ontstaan op het eiland Boavista, en heeft het zich later verspreid naar andere eilanden. Vermoedelijk was morna oorspronkelijk een dans. Later ontwikkelde het zich ook tot een liedvorm. Mornaliederen waren eerst snel met vaak humoristische en satirische teksten. Componist Eugénio Tavares vernieuwde de mornastijl met langzame composities en melancholieke teksten over onderwerpen als migratie en nostalgie.

## Muziekstijl
Morna kan bestaan uit zang, muziek, poëzie en dans. De teksten worden meestal geschreven en gezongen in het Kaapverdisch-Creools (hoewel ze oorspronkelijk ook vaak in het Portugees werden geschreven). Morna's kunnen ook instrumentaal zijn.
In veel morna's speelt het melancholieke gevoel van sodade of saudade een belangrijke rol. Veel voorkomende onderwerpen zijn liefde, vertrek en terugkeer, scheiding en hereniging, verlangen naar een geliefde ver weg, heimwee naar de schoonheid van de Kaapverdische archipel, de zee, het lijden in het nieuwe land, de isolatie van de eilandbewoner en het noodlot. Morna's zijn vaak langzaam en geschreven in mineur.
Veel teksten van morna's verwoorden de ervaringen van Kaapverdianen. Kaapverdianen hadden eeuwenlang te lijden onder koloniale onderdrukking en slavernij, hongersnoden en epidemieën. Veel Kaapverdianen migreerden daarom naar landen als Angola, de Verenigde Staten, Portugal en Nederland. Migratie was voor velen nodig om te overleven, maar wie migreerde had vaak heimwee naar het moederland. Wie achterbleef, moest afscheid nemen van geliefden. Songwriters als Eugénio Tavares en B. Leza verwerkten dergelijke ervaringen en gevoelens als nostalgie in hun songs.
Belangrijke muziekinstrumenten in de traditionele morna zijn gitaar, cavaquinho en viool. In latere mornagroepen worden diverse instrumenten gebruikt, zoals (naast de eerder genoemde instrumenten) piano, percussie en/of drums, accordeon en blaasinstrumenten zoals klarinet, saxofoon of trompet.

## Songwriters

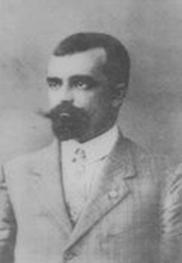
Eugénio Tavares.

De twee belangrijkste songwriters in het genre zijn Eugénio Tavares en B. Leza. Veel klassieke morna's zijn door hen geschreven. Andere vooraanstaande songwriters zijn onder andere Manuel de Novas, Abílio Duarte en Teófilo Chantre.

### Eugénio Tavares
Songwriter, dichter en journalist Eugénio Tavares (1867–1930) groeide op in Brava. Hij publiceerde al gedichten op zijn 12e. Net als veel andere Kaapverdianen migreerde hij vanwege hongersnoden in Kaapverdië naar het Noordoosten van de Verenigde Staten. Hij richtte er een krant op en werd een voorvechter van de Kaapverdisch-Creoolse taal en cultuur en van Kaapverdische onafhankelijkheid. Tavares was een van de eersten die morna’s in het Kaapverdisch-Creools schreef in plaats van in het Portugees. Zijn geboortedag, 18 oktober, is Nationale Dag van de Cultuur in Kaapverdië.

### B. Léza
B. Léza (Francisco Xavier da Cruz, 1905–1958) groeide op op São Vincente. In havenstad Mindelo kwam hij in contact met Braziliaanse zeelieden en hun muziek. Hij verwerkte deze Braziliaanse invloeden in zijn spel en composities. Daarnaast vernieuwde hij de melodische en harmonische structuur van de morna. B. Léza schreef zo’n 1700 songs. Zijn verjaardag, 3 december, is Nationale Morna Dag in Kaapverdië.

## Zangers en musici

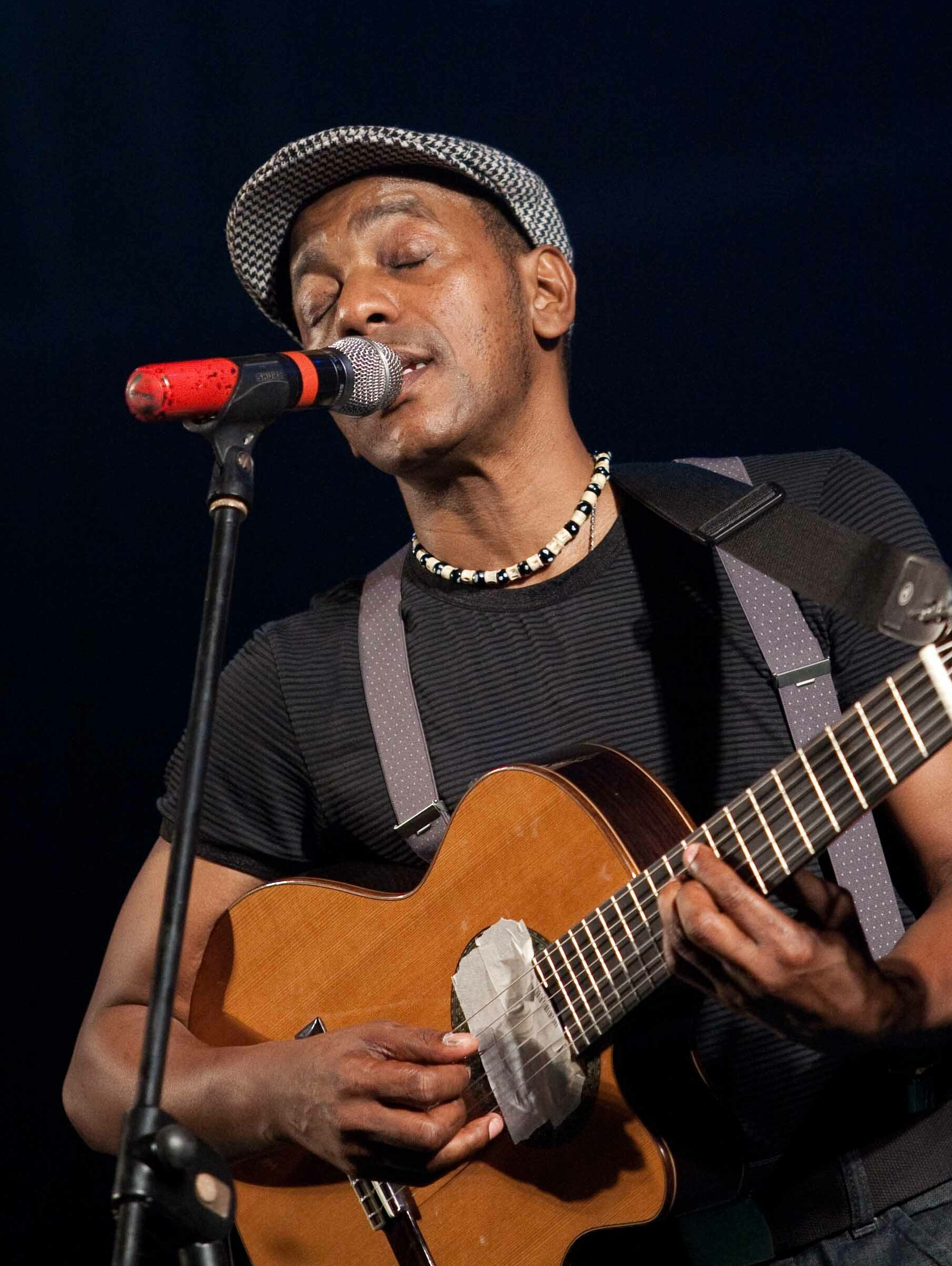
Tito Paris.

Bekende zangers en musici zijn onder andere:
- Bana
- Cesária Évora
- Teófilo Chantre
- Tito Paris
- Celina Pereira
- Djosinha
- Gardénia Benrós
- Ildo Lobo
- Nancy Vieira
- Sãozinha
- Titina
- Travadinha